# Sup kambing
Le sup kambing est une soupe présente en Malaisie, Indonésie et Singapour, essentiellement à base de viande de mouton ou de chèvre, d'épices et de curry et de légumes (pommes de terre, carotte et tomate).